# Lungörtsfly
Lungörtsfly, Atypha pulmonaris är en fjärilsart som beskrevs av Eugen Johann Christoph Esper 1790. Lungörtsfly ingår i släktet Atypha och familjen nattflyn, Noctuidae. I Finland ses arten som en mycket sällsynt migrant och är klassad som tillfällig. Arten är ännu inte funnen i Sverige. Inga underarter finns listade i Catalogue of Life.